# 屯門公共圖書館

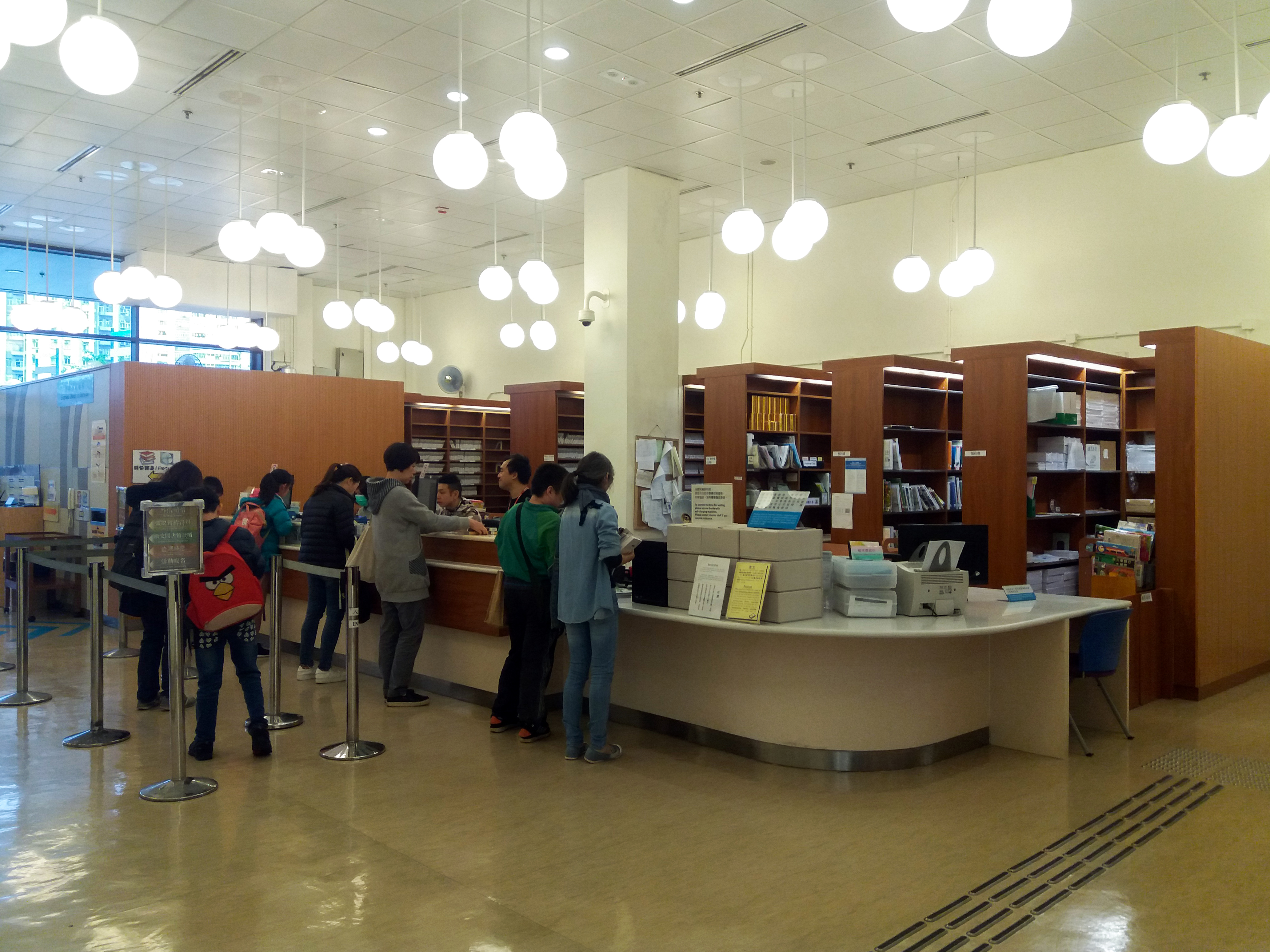
屯門公共圖書館的接待處

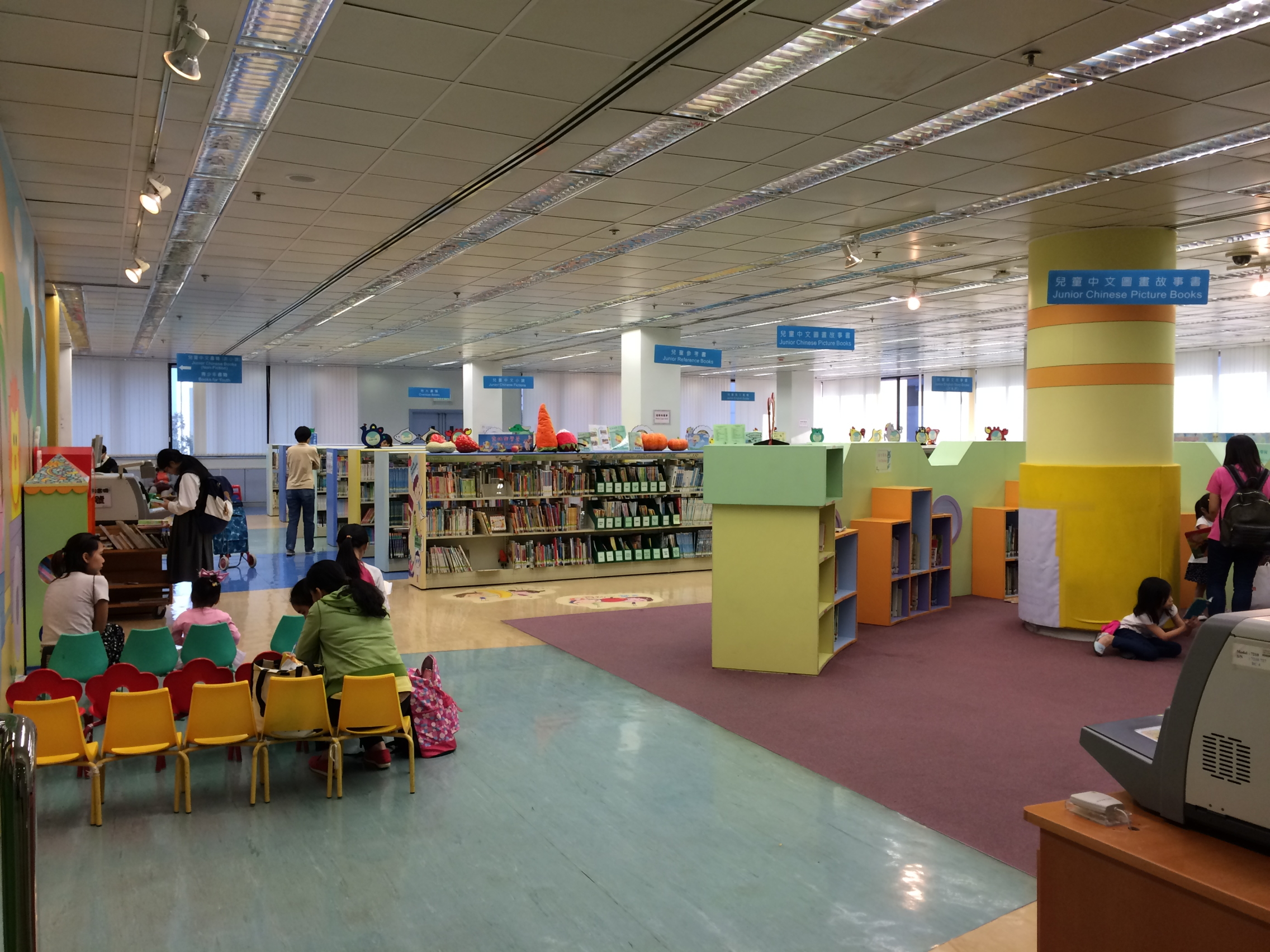
1樓兒童圖書館

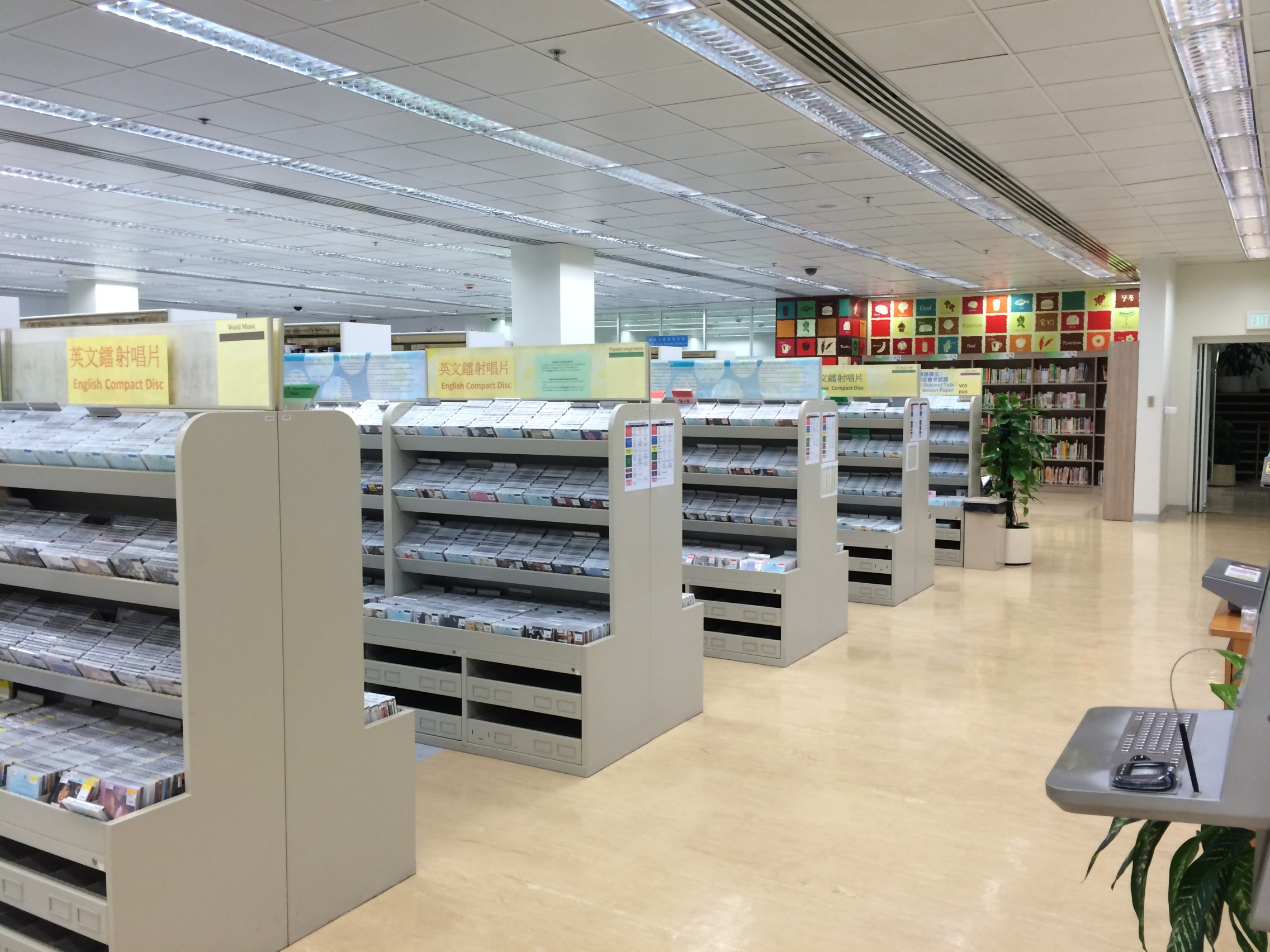
2樓成人借閱圖書館

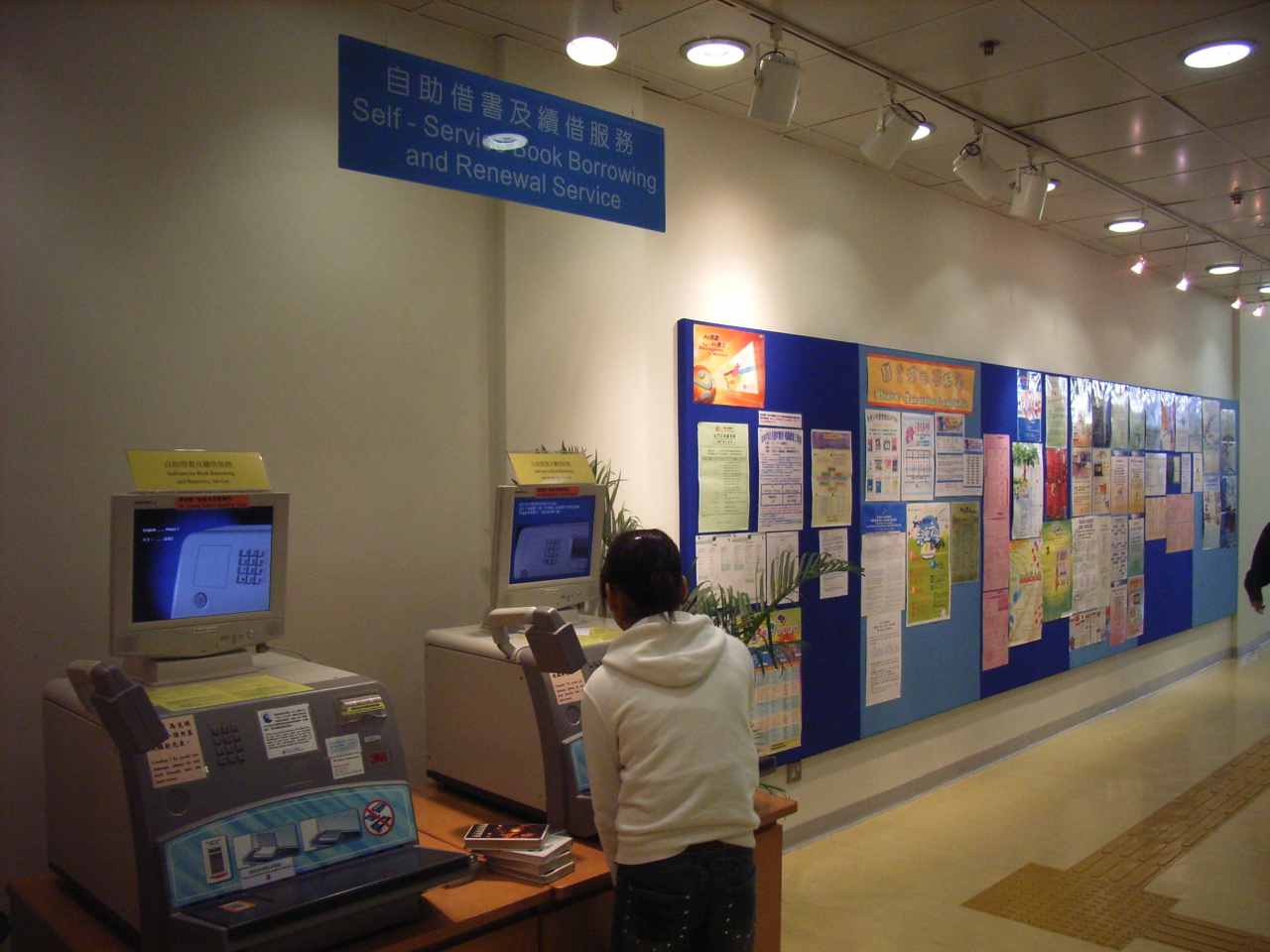
自助借書機

屯門公共圖書館（英語：Tuen Mun Public Library）是香港的公共圖書館，位於香港新界屯門市中心，屬於主要圖書館規模，該圖書館樓面面積3,250平方米，以面積計算是香港第七大的公共圖書館。

## 簡介／歷史
該館由區域市政局興建於青山灣填海地上，1989年12月19日啟用，當時名為屯門中央圖書館；2000年區域市政局解散後改由康樂及文化事務署管理。後來為配合香港中央圖書館啟用，為免兩者遭混淆，於2001年更名為屯門公共圖書館。
圖書館建築平台有一部份為屯門中央郵政局。屯門公共圖書館亦是香港環境保護署的屯門空氣質素監測站。

## 場內設施
- 成人借閱圖書館
- 兒童圖書館
- 咖啡閣
- 電腦資訊中心
- 推廣活動室
- 互聯網資訊站
- 多媒體圖書館
- 報刊閱覽室
- 參考圖書館
- 學生自修室

### 設施樓層
| 2樓  | 成人借閱圖書館、報刊閱覽室、咖啡閣                                |
| 1樓  | 兒童圖書館、推廣活動室、電腦資訊中心 圖書館辦公室                 |
| 平台 | 圖書館出入口、顧客服務台、衣物間 學生自修室、洗手間、互聯網資訊站 |
| 地下 | 參考圖書館、多媒體圖書館 流動圖書館辦公室                         |

## 外部連結
- 香港公共圖書館 （页面存档备份，存于）
- 香港公共圖書館 - 屯門公共圖書館 （页面存档备份，存于）